# Artpop
„Artpop“ (стилизирано като „ARTPOP“) е третият студиен албум на американската певица Лейди Гага, издаден на 6 ноември 2013 г. от Streamline и Interscope. Планирането на проекта започва през 2011 година след издаването на предишния албум на певицата, озаглавен „Born This Way“ (2011). Работата по „ARTPOP“ продължава до 2013 година, докато Гага е на световна обиколка с The Born This Way Ball Tour, както и след това, когато тя се възстановява от операция на травма, получена по време на турнето. Певицата описва албума като „едно празненство, едно поетично, музикално пътешествие“, свързано с разглеждането на един нов прочит на феномена Уорхол в поп културата. Според Лейди Гага, песните са демонстрация на умишлена „липса на зрялост и отговорност“, в контраст с по-тъмната, вдъхновяваща натура на „Born This Way“.
Редица продуценти работят по албума, сред които DJ White Shadow, Zedd и Madeon. В „ARTPOP“ преобладават стиловете EDM и синтпоп, като се открива вдъхновение и от R&B, техно и дъбстеп жанровете. В текстовете се открояват дискусии, свързани със славата, секса и самочувствието. Съдържат се препратки към римската и гръцката митология. Проектът съдържа колаборации с T.I., Too $hort, Twista и Ар Кели. През 2019 година, след като няколко жени признават, че са станали жертви на сексуално посегателство от страна на Ар Кели, Лейди Гага премахва дуета си с него, „Do What U Want“, от всички онлайн платформи, както и от новите CD и винил издания на албума.
По случай премиерата на „ARTPOP“, Лейди Гага организира двудневно събитие в Ню Йорк, озаглавено „artRAVE“, на което представя песни от албума и странични проекти, свързани с издаването му. Проектът получава смесени оценки от критиците. Въпреки това, дебютира на върха на американската класация Billboard 200 с 258 хил. продажби през първата седмица, с което става втория пореден проект на певицата, който дебютира под №1 в чарта. Албумът се класира на първата позиция в пет други държави и е в топ 10 в други 20. Обявен е за деветия най-продаван албум в света, издаден през 2013 година, с 2,3 млн. продадени копия. Според мнозина обаче „ARTPOP“ е комерсиален провал, в сравнение с предишните проекти на Гага.
Песента „Applause“ е представена като пилотен сингъл от албума на 12 август 2013 г. и за кратко се превръща в хит, класирайки се в топ 10 в над 20 държави и достигайки №4 в американския чарт Billboard Hot 100. Вторият сингъл, „Do What U Want“, е издаден на 21 октомври 2013 г. и успява да се изкачи до 13-ата позиция в класацията на „Билборд“. Преди премиерата на проекта са представени промоционалните сингли „Venus“ и „Dope“. Третият и последен сингъл е „G.U.Y.“, издаден на 28 март 2014 г.
Лейди Гага промотира албума с редица телевизионни появи и изпълнения на живо, сред които празничен епизод на Мъпетите, кратка серия концерти в легендарната зала Roseland Ballroom в Ню Йорк, както и четвъртото ѝ самостоятелно турне – „artRAVE: The ARTPOP Ball“.

## Предистория
Планирането на „ARTPOP“ започва малко след издаването на „Born This Way“ през 2011 г. Лейди Гага си сътрудничи с продуцентите Фернандо Гарибей и DJ White Shadow и преди края на 2012 г. съществуват идеи за около 50 песни, които са потенциални кандидати за част от проекта. Гага споделя, че цели да накара своята аудитория „да си прекара добре“, проектирайки албума да звучи като „нощ в клуба“. През 2013 г. певицата започва да представя песни на своя лейбъл, като заглавието на албума е официално обявено през август. Лейди Гага разкрива, че усеща „ARTPOP“ като първата си „истинска“ творба, която наподобява „феникс, възраждащ се от пепелта“.
Артистът Джеф Кунс се присъединява към проекта в началото на 2013 г. по покана на Гага, след като двамата се запознават на модно събитие три години по-рано. След операцията на бедрото на певицата през февруари 2013 г. тя е принудена да слезе от сцената за шест месеца, през които изучава литература и музика. Този етап ѝ позволява да преразгледа и подобри творческото си направление.

## Записване
Лейди Гага композира и продуцира всички песни от албума, съвместно с DJ White Shadow, Zedd, Madeon и други. В интервю White Shadow споделя, че по-малко от седмица след премиерата на „Born This Way“, Гага му съобщава, че вече има готови концепция и заглавие за следващия си албум. За работния процес продуцентът разказва: „Исках да създам нещо, което леко да промени мисленето на хората, нещо встрани от нормата, което да ги накара да се замислят за възможностите. Гага написа албума, докато обикаляхме света в рамките на две години. Никога не работим само по една песен, след което да я завършим и да продължим със следващата. Работим едновременно по всички и ги въртим буквално до деня, в който трябва да ги представим на лейбъла“.
Zedd е подгряващ изпълнител на турнето „The Born This Way Ball“. Преди това Гага е работила с него по ремикс на „Marry the Night“ за проекта „Born This Way: The Remix“ и е записала вокали за алтернативна версия на неговата песен „Stache“. Той признава, че работата им е била усложнена поради препълнените им графици, като основният им прогрес е осъществен по време на турнето.
За френския DJ Madeon това е първият път, в който той работи лице в лице с вокалист. За него Лейди Гага казва: „Той е страхотен. Има такова разбиране за музиката на такава крехка възраст. Напомня ми за самата мен. Пристрастен е към това да прави музика“. Madeon разкрива, че певицата не губи време и често звукозаписните сесии за албума са започвали веднага след края на концерт от турнето.
За песента „Fashion!“ Гага за пръв път работи с will.i.am от Black Eyed Peas. Тя признава, че двамата са искали да работят заедно от години, но тъй като са „претенциозни“ са изчаквали правилния момент за тяхното сътрудничество.
През 2013 г. Лейди Гага се свързва с рапърите T.I., Too $hort и Twista, за да участват в нейна песен, която впоследствие се оказва „Jewels N' Drugs“. Четиримата записват частите си поотделно поради несъвпадащите им графици. Гага работи и с Азалия Банкс по две песни, „Red Flame“ и „Ratchet“, които остават неиздадени, поради неразбирателства между двете. DJ White Shadow разказва, че той предлага на певицата да се свърже с Ар Кели за дует, докато двамата работят по „Do What U Want“ по време на европейската част на „The Born This Way Ball“. Според него, е „логично двама пишещи и пеещи гении да се съберат за обща песен“. Ар Кели споделя, че записите за песента са минали добре, благодарение на професионализма на Лейди Гага. На пресконференция в Япония през 2013 г. певицата е попитана защо е решила да работи с Кели, на което тя отговаря: „Случвало се е медиите да пишат неверни неща и за мен, и за него и това до някъде ни сближи“. През януари 2019 г. обаче след премиерата на документална поредица, обвиняваща Ар Кели в сексуално посегателство над няколко жени, Гага публикува официално изявление, в което се извинява за сътрудничеството си с него. Впоследствие песента е премахната от всички онлайн платформи и нови CD и винил издания на албума.

## Издаване
През август 2012 г. Лейди Гага показва новата си татуировка, „ARTPOP“, и разкрива, че това е заглавието на предстоящия ѝ албум, добавяйки, че предпочита да го вижда стилизирано изцяло с главни букви. Премиерата на проекта е планирана за началото на 2013 г., но по-късно е отложена, тъй като Гага развива синовит и травма на бедрото ѝ изисква хирургическа намеса. Това е причината и за отмяната на последните няколко концерта от турнето „The Born This Way Ball“. През юли 2013 г. певицата обявява, че албумът ще бъде представен на 11 ноември 2013 г. в САЩ. По план предварителните продажби трябва да започнат на 1 септември, но са преместени за 19 август 2013 г. поради нетърпение от страна на феновете. Впоследствие са преместени още веднъж – до 12 август, за да съвпаднат с преждевременната премиера на сингъла „Applause“.
В допълнение на традиционните физически и дигитални издания, Лейди Гага споделя, че планира представянето на „мултимедиен софтуер“, който „съчетава музика, изкуство, мода и технология чрез ново световно интерактивно общество“. Приложението е разработено от технологичния отдел на екипа на певицата „Haus of Gaga“ – „TechHaus“ и е съвместимо с операционните системи Android и iOS. „ARTPOP“ е третият албум със съпътстващо мобилно приложение след „Biophilia“ (2011) на Бьорк и „Magna Carta Holy Grail“ (2013) на Джей Зи. Архитектите от Relative Wave, работили по приложението на Бьорк, работят почти година по „ARTPOP“. Мнозина гледат на проекта с насмешка, убедени, че това е просто тактика за увеличаване на продажбите на албума, поради редица съществуващи теории, че продажбите на „ARTPOP“ чрез приложението няма да бъдат директно контролирани от „Билборд“ или, че дори една закупена песен ще се брои за продадено копие на целия албум. Списанието отрича тези убеждения с официално становище, в което заявява, че приложението е безплатно, но свалянето на албума чрез него се заплаща и се брои за продадено копие за класациите, като данните ще бъдат контролирани от съществуващи дигитални търговци, а не от екипа на певицата. Лейди Гага възнамерява да представи бонус съдържание за феновете си чрез приложението като неиздадени песни, видеоклипове и други, но всичко това остава нереализирано и идеята за приложението не се осъществява в целия си потенциал.

### Обложка
Лейди Гага представя обложката на албума на 7 октомври 2013 г. чрез билбордове на няколко световни локации. Фотографията представя гола скулптура на Гага, дело на артиста Джеф Кунс, с характерната за творчеството му синя огледална топка между краката на певицата. Фонът се състои от елементи от художествени творби, сред които картината „Раждането на Венера“ от Ботичели, вдъхновила творческото направление на албума.
В социалните мрежи Лейди Гага обявява, че думите „Lady Gaga“ и „ARTPOP“ ще са изрязани от розово и сребристо фолио върху първите 500 хил. CD издания на албума, в чест на оригиналната идея за обложката, за която Кунс собственоръчно работи по шрифта. За дизайна на проекта Кунс се свързва с професора по психология Акиоши Китаока, който създава зрителни илюзии, включени в книжката към диска.
За да представи списъка с песни, Гага го изпраща на фенове и им възлага задачата да направят графити с имената на песните пред звукозаписно студио в Лос Анджелис, където е завършен албумът, след което на 9 октомври 2013 г. тя споделя снимки на резултата в социалните си мрежи. По план певицата трябвало да представи имената на песните на 29 септември, но самата тя споделя, че е закъсняла, тъй като две песни са се борели за място в албума до последната минута.
През януари 2014 г. китайското министерство на културата одобрява издаването на нецензурираната версия на „ARTPOP“ в държавата, което е първият издаден албум на Лейди Гага на китайска територия след забраната за разпространение на музиката ѝ през 2011 г., когато правителството я обявява за „неподходяща“. За да се предпази от обществено недоволство обаче за китайското издание местните власти редактират обложката, като краката на Гага са „облечени“ с черен панталон, а огледалната топка между тях е уголемена, за да закрие гърдите на певицата.

## Продължение
През октомври 2012 г. Лейди Гага споделя, че „ARTPOP“ може да се окаже „твърде модерен“, поради което е възможно да бъде разделен на две части, като в първата да бъдат включени комерсиалните песни, а втората да съдържа „по-експерименталния материал“. Година по-късно певицата заявява, че има „много песни за втората част“ и продължава да споменава „Act 2“, загатвайки, че е възможно тя да бъде издадена преди турнето към албума, за да може публиката да чуе и двете части на живо. Впоследствие Гага отхвърля концепцията за „две половини“ и потвърждава вероятността „ARTPOP“ да има повече от едно продължение. Тя добавя, че „Act 2“ е завършен, но не е готов за издаване. През април 2014 г. Лейди Гага заявява, че има „голяма вероятност“ да бъде издадено продължение на албума, но това така и не се случва.
След като през 2021 г. DJ White Shadow споделя първоаприлска шега за „предстоящата премиера“ на песента „Tea“, която по план трябвало да е в „Act 2“, феновете на Гага започват онлайн петиция с молбата продължението на „ARTPOP“ да бъде издадено. След като инициативата добива популярност, продуцентът заявява, че ако петицията достигне 10 хил. подписа, той лично ще обсъди идеята с певицата. Феновете събират над 20 хил. подписа в рамките на един ден и White Shadow споделя, че се е свързал с Лейди Гага и разказва повече за преживяванията им по време на записването и представянето на „ARTPOP“. Гага лично благодари за интереса към проекта чрез социалните си мрежи и разкрива, че създаването и промотирането му е бил труден период за нея с моменти на болка и отчаяние.
След като певицата отчита съществуването на петицията, тя събира над 40 хил. подписа и става една от най-обсъжданите теми в социалните мрежи, докато албумът скорострелно набира популярност в световен мащаб и се изкачва до върха на iTunes в над 18 държави, достига втората позиция в САЩ и третото място в Обединеното кралство.

## Списък с песните

### Оригинален траклист
1. „Aura“ – 3:55
2. „Venus“ – 3:53
3. „G.U.Y.“ – 3:52
4. „Sexxx Dreams“ – 3:34
5. „Jewels N' Drugs“ (с с T.I., Too $hort и Twista) – 3:48
6. „Manicure“ – 3:19
7. „Do What U Want“ (с Ар Кели) – 3:47
8. „Artpop“ – 4:07
9. „Swine“ – 4:28
10. „Donatella“ – 4:24
11. „Fashion!“ – 3:59
12. „Mary Jane Holland“ – 4:37
13. „Dope“ – 3:41
14. „Gypsy“ – 4:08
15. „Applause“ – 3:32

### Walmart издание
1. „Applause“ (DJ White Shadow Electrotech remix)	– 5:49
2. „Applause“ (Viceroy remix) – 4:27

### Японско издание
1. „Applause“ (DJ White Shadow Electrotech remix)	– 5:49
2. „Applause“ (Viceroy remix) – 4:27
3. „Applause“ (Empire of the Sun remix) – 4:08

### Японско iTunes Store издание
1. „Applause“ (Empire of the Sun remix) – 4:07

### Делукс издание (DVD)
1. „Aura“ (на живо от iTunes Festival 2013) – 7:36
2. „Manicure“ (на живо от iTunes Festival 2013) – 7:58
3. „Artpop“ (на живо от iTunes Festival 2013) – 8:37
4. „Jewels n' Drugs“ (на живо от iTunes Festival 2013) – 9:50
5. „Sexxx Dreams“ (на живо от iTunes Festival 2013) – 10:35
6. „Swine“ (на живо от iTunes Festival 2013) – 9:12
7. „I Wanna Be with You“ (на живо от iTunes Festival 2013) – 12:10
8. „Applause“ (на живо от iTunes Festival 2013) – 5:19

### Японско делукс издание (DVD)
1. „Видео интервю“ (японски оригинал) – 12:49